# Cheram (Verwaltungsbezirk)
Cheram (persisch چرام Tscherām, DMG Čerām) ist ein Schahrestan (persisch شهرستان) in der iranischen Provinz Kohgiluye und Boyer Ahmad. Er enthält die Stadt Cheram, welche die Hauptstadt des Verwaltungsbezirks ist.

## Demografie
Bei der Volkszählung 2016 betrug die Einwohnerzahl des Schahrestan 33.543. Die Alphabetisierung lag bei 81 Prozent der Bevölkerung. Knapp 51 Prozent der Bevölkerung lebten in urbanen Regionen.
| Zensusjahr | Einwohnerzahl |
| ---------- | ------------- |
| 2011       | 32.159        |
| 2016       | 33.543        |